# 飯塚知一
飯塚 知一（いいづか ともかず、1952年1月31日 - ）は、日本の実業家、馬主。
東京都港区に本社を置く、物流コンサルタントを手がける株式会社シンコーの代表取締役を務める。

## 馬主活動

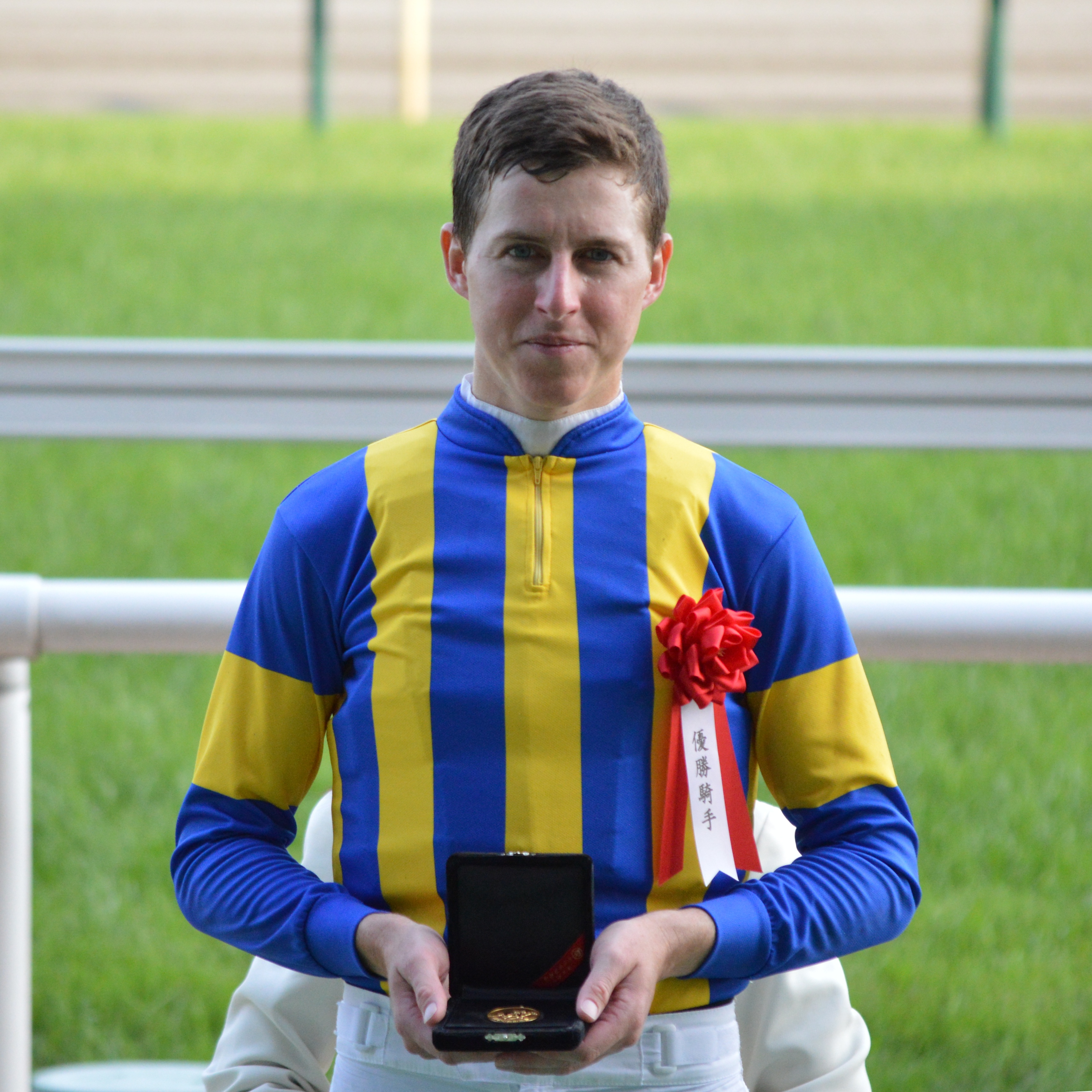
飯塚の勝負服を着用したダミアン・レーン

日本中央競馬会（JRA）および地方競馬全国協会（NAR）に登録する馬主として知られる。勝負服の柄は青、黄縦縞、袖黄一本輪で、冠名には「シャドウ」を用いる。また、新潟馬主協会の会長理事を務める。競馬に興味を持ったきっかけは、1971年のヒカルイマイが勝った東京優駿（日本ダービー）や、学生時代にWINS渋谷へ向かう人々を見たことだという。
引退競走馬への関心が強く、「引退馬の余生を考えよう実行委員会」を主宰し、2015年には新潟競馬場で企画展『引退馬の余生を考えよう』を開催した。
馬主になってから乗馬を始めており、2011年の新潟記念の開催時には馬主でありながら誘導馬に騎乗した。

### 来歴
- 1989年 - 10月7日の3歳未勝利をチャイナムーンが制し、初勝利。
- 2004年 - 根岸ステークスをシャドウスケイプが制し、重賞初制覇。
- 2007年 - シンガポール航空インターナショナルカップをシャドウゲイトが制し、GI級競走初制覇。

## 主な所有馬

### GI級競走優勝馬
- シャドウゲイト（2007年シンガポール航空インターナショナルカップ、中山金杯、2010年中京記念）

### 重賞競走優勝馬
- シャドウスケイプ（2004年根岸ステークス、クラスターカップ）
- ダークシャドウ（2011年毎日王冠、エプソムカップ、天皇賞・秋2着）
- ルックトゥワイス（2019年目黒記念）

### その他の所有馬
- シャドウクリーク（オープン特別2勝、1998年フェブラリーステークス3着）
- シャドウシルエット（オジュウチョウサン、ケイアイチョウサンの母）